# زواج الأقارب في الشرق الأوسط

خريطة توضح الدول الأكثر في زواج الأقارب

زواج الأقارب في الشرق الأوسط هي واحدة من أكثر الزيجات شيوعاً في الشرق الأوسط. وخصوصاً زواج أبناء وبنات العمومة وأبناء وبنات الخؤولة وأبناء وبنات من نفس القبيلة. ومقارنةً بمناطق أخرى في العالم تعد منطقة الشرق الأوسط وشمال أفريقيا المناطق الأكثر شيوع في انتشار زواج الأقارب. ويرجع هذا لقبول الدين الإسلامي لذلك، ولأجل تطبيق الأعراف العشائرية. وحسب إحدى الدراسات ذكرت بأن 49% من الزيجات في الدول العربية هي زيجات أقارب.

## مصر
ذكرت رئيسة مركز الوراثة الوراثة الإكلينيكية بالمركز القومى للبحوث غادة القماح في مارس 2020 أن نسبة زواج الأقارب في مصر وصلت إلى 52%. وذكرت بأن 33% من المصابين بالأمراض الوراثية يعود بسبب زواج الأقارب.

## العراق
يعد العراق من أكثر الدول ألتي ينتشر بها زواج الأقارب. وبسبب الأعراف العشائرية المنتشرة بين العرب والكرد، يعد زواج أبناء الأقارب شائعاً في العراق. وتصل نسبة زيجات الأقارب في العراق إلى 50%، وتعود زيادة نسبة التشوهات الخلقية في العراق نسبةً لهذا الزواج.

## السعودية
تعد المملكة العربية السعودية من أكثر البلدان ألتي ينتشر بها زواج الأقارب، وتذكر الطبيبة نهى الريس أن نسبة زواج الأقارب في السعودية تصل إلى 60% وحذرت في إحدى دراساتها أن زواج الأقارب وراء انتشار 70% من الأمراض الوراثية مثل الضمور العضلي وضعف الأطراف.

## اليمن
يعتبر اليمن من أكثر الدول ألتي ينتشر بها زواج الأقارب. وتصل نسبة زيجات الأقارب إلى 50%. ويعود إنتشار زواج الأقارب في اليمن إلى الأعراف العشائرية وإلى رخص كلفة الزواج. ويعد اليمن من أكثر البلدان ألتي ينتشر بها الأمراض والعيوب والوراثية بسبب زواج الأقارب.

## الكويت
تعد الكويت من أكثر البلدن ألتي ينتشر بها زواج الأقارب، وتصل نسبة زيجات الأقارب إلى 54%. وحسب ما قالته المنسقة الإعلامية لرابطة الثلاسيميا الكويتية لمياء القبندي أن 500 حالة من المصابين بفقر الدم تعود بسبب زواج الأقارب.

## إيران
كان زواج الأقارب شائعاً عند الإيرانيين، لكنه إنخقض أثناء حكم البهلويين إلى 28%. وينتشر هذا الزواج في المناطق الريقية والفقيرة في إيران.

## الأردن
حسب ما ذكرته جمعية معهد تضامن النساء أن الأردن هي أكثر الدول في الشرق الأوسط ألتي انخفضت بها نسبة زواج الأقارب. وكانت نسبة زيجات الأقارب في الأردن وصلت إلى 56%، إلا أنها انخفضت إلى 28% في سنة 2018.

## المخاطر
يعتبر زواج الأقارب من أكثر أسباب انتشار الأمراض الوراثية مثل السكري وارتفاع ضغط الدم وفقر الدم والربو والفشل الكلوي وسرطان الثدي. كذلك يتسبب في انتشار عدة تشوهات خلقية مثل متلازمة داون وضمور الدماغ.